# Ẑ
Das Ẑ (Minuskel: ẑ) ist ein lateinischer Buchstabe, der Buchstabe Z mit Zirkumflex. 

## Verwendung
Der Buchstabe wird für die Transliteration des kyrillischen Alphabetes gemäß ISO 9 verwendet. In Kanada wird er in der Schreibweise des Chilcotin verwendet und findet sich insbesondere im offiziellen Namen des Cheẑich'ed Biny, der früher von 1917 bis 2019 Chilcotin Lake und davor Chezakut Lake genannt wurde.